# Parje
Parje este o localitate din comuna Pivka, Slovenia, cu o populație de 108 locuitori.